# Well-Done
Albums par Action Bronson
The Program EP
(2011) Blue Chips
(2012)
Albums par Statik Selektah
State of Grace
(2011) Straight, No Chaser
(2012)
Well-Done est un album collaboratif d'Action Bronson et Statik Selektah, sorti le 22 novembre 2011.
Entièrement produit par Statik Selektah, l'album s'est classé 13e au Top Heatseekers.

## Liste des titres
| No  | Titre                                                                           | Contient un (des) sample(s) de | Durée |
| --- | ------------------------------------------------------------------------------- | --- | ----- |
| 1.  | Respect the Mustache                                                            | Tonight's Da Night de Redman | 3:06  |
| 2.  | Time for Some (featuring Lil' Fame)                                             | How I Could Just Kill a Man de Cypress Hill | 4:29  |
| 3.  | Cocoa Butter (fearuring Nina Sky)                                               | I Don't Want to Know de Mass Production 1, 2 Pass It de D&D All-Stars                                                                                             | 4:45  |
| 4.  | White Silk                                                                      | A Day in the Life de Wes Montgomery Doggone de Love | 2:55  |
| 5.  | Keep off the Grass                                                              | Leatherface de Big Pun | 3:07  |
| 6.  | The Stick-Up                                                                    | Lawtown de Scientifik | 3:00  |
| 7.  | Central Bookings (featuring Meyhem Lauren)                                      | El Raton de Fania All Stars Gimme the Loot de The Notorious B.I.G. Give Up the Goods (Just Step) de Mobb Deep Just Step (Prelude) de Mobb Deep featuring Big Noyd | 3:23  |
| 8.  | Cirque du Soleil                                                                | | 2:05  |
| 9.  | The Rainmaker                                                                   | The Mixed Up Cup de Clyde McPhatter | 3:18  |
| 10. | Love Letter                                                                     | Let Me Be Your Man de Tyrone Ashley & the Funky Music Machine | 2:01  |
| 11. | Not Enough Words                                                                | Get Outta My Life Woman de The New Apocalypse We've Got to Get It on Again des Addrisi Brothers                                                                   | 3:17  |
| 12. | Terror Death Camp (featuring Meyhem Lauren, Maffew Ragazino et A.G. da Coroner) | | 3:26  |
| 13. | Miss Fordham Road (86 87 88)                                                    | | 3:40  |
| 14. | Cliff Notes                                                                     | Telegram d'Eleanore Mills It's Funky Enough de The D.O.C. | 3:14  |
| 15. | Bon Voyage                                                                      | A Jackass Gets His Oats des Amazing Rhythm Aces | 2:17  |